# 聖羅克 (科連特斯省)
28°34′S 58°43′W / 28.567°S 58.717°W
聖羅克（西班牙語：San Roque），是阿根廷的城鎮，位於該國北部科連特斯省，是聖羅克縣的首府，處於聖盧西亞河左岸，始建於1773年10月11日，海拔高度70米，2010年人口7,323。